# 2e division côtière
Pour les articles homonymes, voir 2e division et division côtière.
La 2e division côtière  (arabe : الفرقة الثانية الساحلية, Forqat al-Sahiliyah al-Taniyah) est un groupe rebelle de la guerre civile syrienne, fondé en 2015.

## Fondation et affiliations
Constituée de Turkmènes de Syrie, la 2e division côtière est fondé début 2015 par la fusion de plusieurs groupes comme la Brigade Yaldram Bayazid, la Brigade du Sultan Abd al-Hamid et les 1re et 4e Brigades Mourad.
Le groupe est affilié à l'Armée syrienne libre,,.
Le 28 mai 2018, la 2e division côtière fusionne avec dix autres groupes de l'Armée syrienne libre pour former le Front national de libération.  

## Idéologie
Le groupe est nationaliste turc,. Il est lié au Parti d'action nationaliste, parti politique turc d'extrême droite, et aux Loups gris.

## Organisation
Le groupe est commandé par Bashar Manla et le lieutenant-colonel Tarek Soulak,. Parmi les autres chefs figurent également Muhammed Baldiri Büyük et Alparslan Çelik,
En 2015, le porte-parole du groupe revendique un effectif de 2 000 combattants. Cependant il pourrait s'agir d'une exagération. À la même période, le porte-parole d'un autre groupe, la Katibat Jabal al-Islam, affirme que la 2e division côtière ne compte que 500 membres. D'autres estimations font état d'environ 1 000 combattants en 2015 et 2016, .

## Actions
Le groupe est principalement actif dans le gouvernorat de Lattaquié, au nord-ouest de la Syrie, ainsi que dans le nord-ouest du gouvernorat de Hama,.
Le 24 novembre 2015 dans le gouvernorat de Lattaquié, un bombardier russe Su-24 est attaqué et détruit par deux chasseurs turc F-16,. Un des pilotes étant parvenu à s'éjecter, Oleg Pechkov, aurait été tué par Alparslan Çelik, un commandant de nationalité turque de la 2e division côtière, également membre du Parti de la grande unité et des Loups gris,. En 2016, Alparslan Çelik est arrêté à Izmir, en Turquie. Jugé, il dément être l'auteur de la mort d'Oleg Pechkov et les charges retenues contre lui finissent par être abandonnées faute de preuve.

## Armement
La 2e division côtière bénéficie de missiles antichar BGM-71 TOW fournis aux groupes rebelles par les États-Unis. Elle en utilise pour la première fois en juillet 2016.